# María Esteve
María Esteve Flores (Mar del Plata, Argentina, 30 de diciembre de 1974) es una actriz española.

## Biografía
Hija mayor de la actriz y cantante Marisol (Pepa Flores) y del bailarín Antonio Gades, tiene dos hermanas: Celia Flores, que es cantante, y Tamara Esteve, que es psicóloga. Ha realizado en cine, con películas como El otro lado de la cama, de Emilio Martínez-Lázaro. 
En televisión, ha rodado series como Doctor Mateo, donde interpretó a Elena, la panadera del pueblo en el que transcurre la serie, Sabuesos, Supernormal o Sin huellas.      También ha participado como artista invitada en el programa de humor y comedia Me resbala.
En 2004 creó la Fundación Antonio Gades para preservar el legado de su padre, y desde entonces la dirige.
Se casó en julio de 2011.

## Filmografía

### Cine
| Año  | Título                          | Papel      | Director                          |
| ---- | ------------------------------- | ---------- | --------------------------------- |
| 1996 | Más que amor, frenesí           | Chica      | Bardem, Menkes y Alfonso Albacete |
| 1997 | Nada en la nevera               | Carlota    | Álvaro Fernández Armero           |
| 1998 | Atómica                         | Carla      | Alfonso Albacete                  |
| 1998 | Mensaka                         | Natalia    | Salvador García Ruiz              |
| 1999 | Sobreviviré                     | Monitora   | Alfonso Albacete                  |
| 1999 | Cuarteto de la Habana           | Vicky      | Fernando Colomo                   |
| 1999 | El arte de morir                | Clara      | Álvaro Fernández Armero           |
| 2001 | Hombres felices                 | Amiga      | Roberto Santiago                  |
| 2002 | El otro lado de la cama         | Pilar      | Emilio Martínez-Lázaro            |
| 2003 | Días de fútbol                  | Carla      | David Serrano                     |
| 2004 | El juego de la verdad           | Lea        | Álvaro Fernández Armero           |
| 2005 | Los 2 lados de la cama          | Pilar      | Emilio Martínez-Lázaro            |
| 2006 | Ratónpolis                      | Rita (voz) | David Bowers, Sam Fell            |
| 2007 | Mallorca's Song                 | Sweetie    | Francesca Joseph                  |
| 2015 | Solo química                    | Berta      | Alfonso Albacete                  |
| 2018 | Hacerse mayor y otros problemas | Violeta    | Clara Martínez-Lázaro             |

### Series de televisión
| Año         | Título                | Papel          | Cadena             | Notas        |
| ----------- | --------------------- | -------------- | ------------------ | ------------ |
| 1997        | Kety no para          | Araceli        | TVE                | 2 episodios  |
| 2005        | Maneras de sobrevivir | Estela         | Telecinco          | 13 episodios |
| 2005        | 7 vidas               | Inés           | Telecinco          | 1 episodio   |
| 2009 - 2011 | Doctor Mateo          | Elena          | Antena 3           | 53 episodios |
| 2018        | Sabuesos              | Marta Checa    | TVE                | 10 episodios |
| 2021        | Supernormal           | María Jesús    | Movistar+          | 2 episodios  |
| 2023        | Sin huellas           | Marisa Roselló | Amazon Prime Video | 3 episodios  |

### Programas de televisión
| Año  | Título                           | Papel       | Cadena   |
| ---- | -------------------------------- | ----------- | -------- |
| 2014 | Me resbala                       | Invitada    | Antena 3 |
| 2013 | Por arte de magia                | Concursante | Antena 3 |
| 2017 | El gran reto musical             | Ganadora    | TVE      |
| 2025 | Maestros de la Costura Celebrity | Concursante | TVE      |

## Premios y nominaciones
Premios Goya
| Año  | Categoría                                | Película                | Resultado |
| ---- | ---------------------------------------- | ----------------------- | --------- |
| 1999 | Mejor actriz revelación                  | Nada en la nevera       | Nominada  |
| 2002 | Mejor interpretación femenina de reparto | El otro lado de la cama | Nominada  |

- Premio Puente de Toledo 2025, concedido por la Semana del Cine de Carabanchel, Madrid. [8][9]